# Centre de recherche industrielle du Québec
 (janvier 2021).
Si vous disposez d'ouvrages ou d'articles de référence ou si vous connaissez des sites web de qualité traitant du thème abordé ici, merci de compléter l'article en donnant les références utiles à sa vérifiabilité et en les liant à la section « Notes et références ».
Le Centre de recherche industrielle du Québec (CRIQ) est une société d'État du Québec vouée à la recherche et à l’innovation industrielle relevant du ministre de l'Économie, de la Science et de l'Innovation (MESI).
Expert en productivité et en compétitivité industrielle depuis plus de 50 ans, le CRIQ offre la gamme de services en innovation la plus étendue au Québec. La société possède une vaste expertise dans de nombreux secteurs de l’activité économique québécoise et réalise annuellement plus de 1 600 projets profitables.

## Historique
Dans les années 1960, le gouvernement du Québec tente d'accompagner les entreprises québécoises afin d'augmenter leur productivité et leur compétitivité à l'aide d'innovations technologiques. Deux projets de lois sont étudiés pour fonder une agence consultative scientifique québécoise et abandonnés en 1966 à la suite de l'élection générale.
Fondé en 1969,, le CRIQ opère d'abord dans des installations louées à Québec, Sherbrooke et Dorval sous la direction du ministère de l'Industrie et du Commerce. Ce n'est qu'en 1975 qu'on ouvre des laboratoires à Sainte-Foy et une division spécialisée en micro-électronique à Montréal.
Le mandat de la société s'élargit en 1979 alors que le gouvernement lui permet également de « conseiller les entreprises sur les exigences des licences ainsi que sur l'obtention de brevets d'invention et en l'autorisant même à collaborer avec elles pour faire breveter des inventions ».
La loi constitutive du CRIQ est entièrement refondue en 1997 et la composition de son conseil d'administration est modifiée. La responsabilité du CRIQ est transférée au ministère de la Recherche, de la Science et de la Technologie (MRST) en juin 1999 puis au ministère du Développement économique et régional (MDER) en avril 2003.

## Domaine d'activité
Le CRIQ a aujourd'hui[Quand ?] deux laboratoires, un à Montréal et un à Québec. La société emploie près de 200 employés dont une grande majorité d'ingénieurs, de chimistes, d'agronomes et de techniciens. Avec un budget d'environ 30 M$, le CRIQ réalise chaque année environ 1 600 projets. Ses experts aident les PME, les grandes entreprises et les organismes publics à trouver des solutions innovantes à leurs défis en matière de productivité, d’exportation, de compétitivité et d’écoefficacité industrielle.
En juin 2020, l'entité est devenue Investissement Québec - CRIQ en se joignant à Investissement Québec. 